# Hrabstwo Johnson (Iowa)

Piramida wieku hrabstwa

Hrabstwo Johnson – hrabstwo położone w USA w stanie Iowa z siedzibą w mieście Iowa City. Założone w 1838 roku.

## Miasta
| - Coralville - Hills - Iowa City - Lone Tree | - North Liberty - Oxford - Shueyville - Solon | - Swisher - Tiffin - University Heights |

## Gminy
| - Big Grove Township - Cedar Township - Clear Creek Township - East Lucas Township - Fremont Township - Graham Township - Hardin Township - Jefferson Township - Liberty Township - Lincoln Township | - Madison Township - Monroe Township - Newport Township - Oxford Township - Penn Township - Pleasant Valley Township - Scott Township - Sharon Township - Union Township - Washington Township |

## Drogi główne
| - Interstate 80 - Interstate 380 - U.S. Highway 6 | - U.S. Highway 218/Iowa Highway 27 - Iowa Highway 1 - Iowa Highway 22 |

## Sąsiednie Hrabstwa
- Hrabstwo Linn
- Hrabstwo Cedar
- Hrabstwo Muscatine
- Hrabstwo Washington
- Hrabstwo Iowa
- Hrabstwo Benton